# Dark Sun Online: Crimson Sands
Dark Sun Online: Crimson Sands est un jeu de rôle en ligne massivement multijoueur (MMORPG) graphique sorti en 1996 sous Windows 95 et développé par Strategic Simulations. Il est basé sur les règles d’Advanced Dungeons & Dragons et se déroule dans le monde fictif et désertique d'Athas. C'est le troisième jeu à prendre place dans l'univers de campagne Dark Sun, créé en 1991 par Timothy Brown.

## Développement
Le projet d’un jeu Dark Sun en ligne débute à l’été 1994 lorsque les représentants de AT&T approchent Strategic Simulations afin de créer un nouveau jeu de rôle en ligne basé sur la licence Donjons et Dragons. A l’époque, AT&T prévoit de créer son propre service en ligne et estime que proposer de bons jeux sur celui-ci aidera grandement son lancement. Conscient du succès de Neverwinter Nights sur le réseau d’AOL, la société souhaite donc financer le développement d’une suite, basé sur le moteur de jeu de Dark Sun: Shattered Lands et dont ils auraient l’exclusivité. Le contrat entre AT&T et Strategic Simulations est signé en octobre 1994 et le studio commence alors le développement. Du fait d’une mauvaise estimation de la difficulté d’adapter le moteur de Dark Sun à un environnement en ligne, le projet manque cependant dès le départ de financement. Pour pallier ce manque de ressource, les développeurs choisissent de réutiliser autant que possible de code source et les artwork des précédents jeux Dark Sun. La tâche se révèle cependant plus complexe car le léger changement de perspective entre les deux jeux fait que les artwork du premier Dark Sun n’ont pas un rendu satisfaisant avec la perspective utilisé dans Dark Sun: Wake of the Ravager. Les développeurs utilisent également de nombreux artwork issus de Al-Qadim: The Genie's Curse, même s’il rencontre le même problème de perspective qu’avec ceux du premier Dark Sun.
Début novembre 1995, AT&T annule son projet de créer un réseau en ligne et met fin à tous les projets financé dans ce cadre, dont celui de Dark Sun Online. La situation n’est néanmoins pas catastrophique pour Strategic Simulations. Le studio récupère en effet les droits sur le jeu dont le développement est déjà en grande partie financé. Cela permet au studio de proposer le jeu a d’autres services de jeu en ligne tout en négociant, si possible, un meilleur accord. Le process prend cependant plusieurs mois et, la direction de Strategic Simulations n’étant pas convaincu de pouvoir trouvé un repreneur, le projet est mis en suspens et seuls quelques développeurs continuent de travailler sur le jeu. Quelques mois plus tard, en janvier 1996, Strategic Simulations trouve finalement un repreneur, le service de jeu en ligne Total Entertainment Network, et le développement reprend.
En 1997, un an avant la sortie d'Ultima Online, Neverwinter Nights ferme ses portes alors qu'il dispose encore de plus 100 000 abonnés. Il laisse ainsi le champ libre à Dark Sun Online: Crimson Sands.
Les serveurs de Crimson Sands ferment finalement en 1998 quand Total Entertainment Network devient Pogo.com. Des fans reprennent cependant le flambeau et entreprennent de développer de nouveaux serveurs et de nouveaux clients graphiques pour le jeu abandonné. Parmi eux on peut noter Dark Sun Online Dark Sun Online homepage, un module évolué pour Neverwinter Nights accompagné de serveurs persitants, et un projet libre et open source appelé Dark Sun Online: The Age of Heroes. Ce serveur est aujourd'hui disparu.

## Aspect technologique
Le jeu est distribué sous forme téléchargeable. Il s'agit d'une archive d'une trentaine de mégaoctets contenant l'essentiel du jeu. Une version CD-ROM est également diffusée. Elle contient de la musique sous forme de pistes CD audio et des cinématiques exclues de la version téléchargeable à cause de leur poids.
Au départ Dark Sun Online devait reposer sur une architecture client serveur et supporter des milliers de joueurs simultanés. Pendant le développement les ambitions sont revues à la baisse. Finalement le jeu repose sur une architecture de type pair à pair et ne peux gérer que quelques centaines de joueurs dans une même partie. Cela le rend extrêmement vulnérable face au hacking.

## Système de jeu
Le jeu offre donc une vue de dessus se rapprochant de celle employée dans Ultima VI et identique à celle d’Al-Qadim: The Genie's Curse.
L'interaction entre les joueurs s'effectue à travers une fenêtre de dialogue similaire à celle employée dans les MUDs. Les combats sont gérés avec un système de jeu de stratégie au tour par tour limitant le temps dont dispose chaque intervenant pour faire ses choix. Il n'y a aucune restriction aux combats entre les joueurs (full PvP).
Dark Sun Online: Crimson Sands repose sur une structure de pair à pair le rendant vulnérable à diverses attaque. Il est ainsi possible de hacker les caractéristiques de son héros pour le rendre plus puissant.

## Accueil
Rétrospectivement, le site GameSpy décrit Dark Sun Online comme une expérimentation « pleine de bonnes intentions » qui n’a simplement pas vu le jour dans de bonnes conditions. Il note en effet que le jeu précède Ultima Online d’un an et qu’il contient la plupart des fonctionnalités qui feront de ce dernier un important succès. Pour expliquer cet échec, il met d’abord en avant le fait qu’il soit exclusivement disponible aux utilisateurs du réseau de Total Entertainment Network. Il cite également les difficultés de développement qui ont obligé le studio à utiliser des artwork des précédents jeux de la série Dark Sun, qui n’étaient pas à l’état de l’art lorsque le jeu est finalement publié. Il souligne enfin l’extrême vulnérabilité du jeu aux pirates informatiques qui ont rapidement réussit à modifier les caractéristiques et les capacités de leur personnages pour les améliorer. 